# Ernest Barberolle
Ernest Barberolle (Parigi, 16 ottobre 1861 – Joinville-le-Pont, 5 settembre 1948) è stato un canottiere francese.

## Palmarès

### Olimpiadi
- 1 medaglia:
  - 1 argento (Anversa 1920 nel due con)